# المنطقة التجارية المركزية (المنامة)

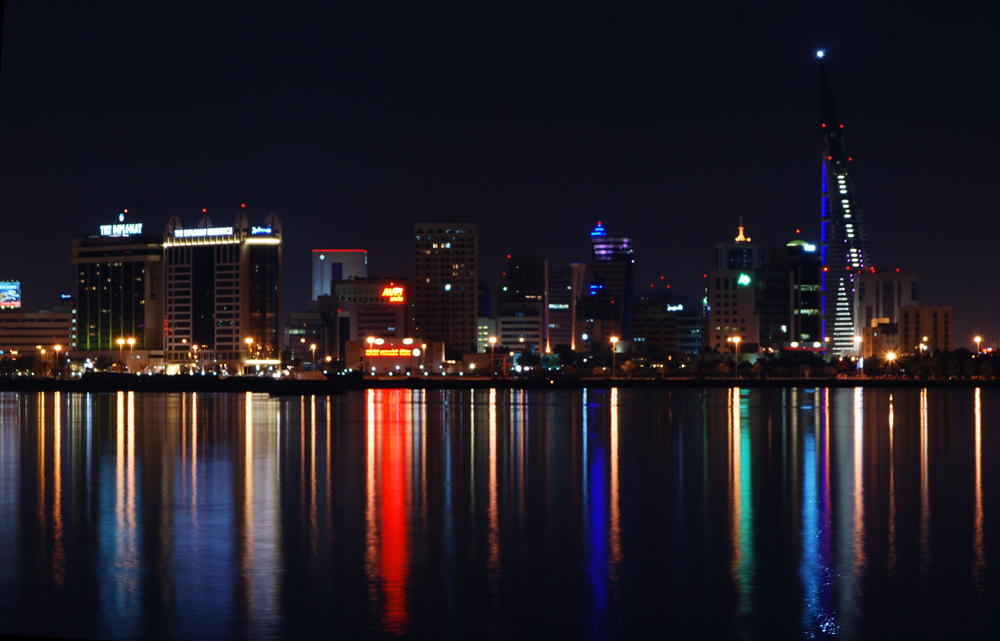
منظر للمنطقة التجارية المركزية في المنامة.

المنطقة التجارية المركزية تقع في وسط المنامة عاصمة البحرين. العديد من الفنادق ومباني المكاتب والمتاجر والمطاعم في المدينة تقع في هذه المنطقة. كما أنها تقع على طول الساحل الشمالي للمنامة.
وتعتبر المنطقة التجارية المركزية أحد أفضل مناطق التسوق في المدينة كما أنها تحتوي على سوق المنامة الذي يقع بالقرب من باب البحرين. السوق القديم يحتوي على مجموعة متنوعة من السلع من البهارات والتوابل والمنسوجات والالكترونيات والمجوهرات وغيرها من السلع.
بالإضافة إلى ذلك فإن مركز البحرين التجاري العالمي ومرفأ البحرين المالي (أطول مبنى في البحرين) والعديد من أكبر البنوك والشركات في البلاد تقع أيضا في المنطقة التجارية المركزية.
مجمع مودا هو مجمع تسوق راقي يقع في الطابق الأرضي من مركز البحرين التجاري العالمي. المجمع يحتوي على حوالي 160 من متاجر الأزياء بما في ذلك لويس فويتون وكريستيان ديور وكريستيان لاكروا ودولتشي أند غابانا وفندي وغوتشي وهيرميس وكينزو وستيلا ماكارتني والكسندر ماكوين وامبريو ارماني وفورلا وروبرتو كافالي وفيرتو وزينيا زينجا، أجينت بروفوكاتور وفيرساتشي وبوتيغا فينيتا وإسكادا وماكس مارا ولوي فيتون وماثيو ويليامسون وفالنتينو وفيكتور اند رولف والكثير غيرهم. أيضا سوف يتم افتتاح بعض من أرقى محلات المجوهرات مثل دي بيرز وتيفاني وشركاه وبوشرون وشوبارد ومجوهرات شانيل وفان كليف آند أربلز وفولي فولي وغيرها.